# Волфовицова доктрина
Волфовицова доктрина је незванични назив дат почетној верзији Смерница за планирање одбране за 1994–1999 (објављене 18. фебруара 1992.) које су објавили амерички подсекретар одбране за политику Пол Волфовиц и његов заменик Скутер Либи, обојица републиканци. Иако нису биле намењене за јавно објављивање, The New York Times је набавио копију 7. марта 1992. године и изазвао је јавну полемику о спољној и одбрамбеној политици САД. Документ је нашироко критикован као империјалистички, јер је у документу изнета политика унилатерализма и превентивне војне акције за сузбијање потенцијалних претњи других нација и спречавање диктатура да се уздигну до статуса суперсиле.
Јавно негодовање је било толиких размера да је документ на брзину поново написан под блиским надзором америчког секретара одбране Дика Чејнија и председника Здруженог комитета начелника штабова Колина Пауела пре него што је званично објављен 16. априла 1992. године. Многа од његових начела поново су се појавила у Бушовој доктрини коју је сенатор Едвард М. Кенеди описао као „позив на амерички империјализам 21. века који ниједна друга нација не може или не треба да прихвати“.
Волфовиц је на крају био одговоран за Смернице за планирање одбране, пошто су објављене преко његове канцеларије и одражавале су његов укупни поглед. Задатак припреме документа пао је на Либија, који је делегирао процес писања нове стратегије Залмају Халилзаду, члану Либијевог особља и дугогодишњем помоћнику Волфовица. У почетној фази израде документа, Халилзад је тражио мишљења широког круга инсајдера и аутсајдера Пентагона, укључујући Ендруа Маршала, Ричарда Перла и ментора Волфовицовог универзитета у Чикагу, нуклеарног стратега Алберта Волстетера. Завршавајући нацрт у марту 1992. године, Халилзад је затражио дозволу од Либија да га проследи другим званичницима у Пентагону. Либи је пристао, и у року од три дана, неименовани „званичник који је веровао да ова дебата о стратегији после хладног рата треба да се води у јавном домену“ је проследио Халилзадов нацрт Њујорк тајмсу.